# Phlebia ludoviciana
Phlebia ludoviciana är en svampart som först beskrevs av Edward Angus Burt, och fick sitt nu gällande namn av Nakasone & Burds. 1982. Phlebia ludoviciana ingår i släktet Phlebia och familjen Meruliaceae.   Inga underarter finns listade i Catalogue of Life.